# Purplewashing

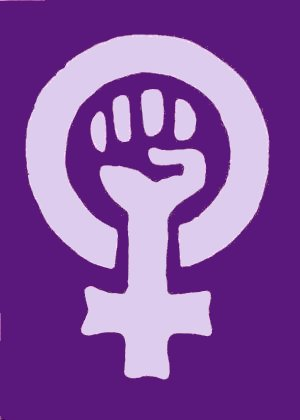
El morat ha estat històricament un color associat amb el feminisme.

Purplewashing (rentada lila o rentada d'imatge porpra) és un manlleu (de l'anglès purple, morat, i whitewash, blanquejar o encobrir) per a referir-se, en el context feminista, a la varietat d'estratègies polítiques i de màrqueting dirigides a la promoció d'institucions, països, persones, productes o empreses apel·lant el seu compromís amb la igualtat de gènere.
L'expressió és especialment utilitzada per a referir-se a la rentada d'imatge dels països occidentals que, sense haver aconseguit una igualtat real entre homes i dones, excusen aquest dèficit en el fet que les dones d'altres països o cultures encara tenen pitjors condicions de vida, referint-se sovint als de majoria musulmana.
Habitualment s'utilitza aquest terme per a denunciar l'ús sectari que es fa del feminisme per a emparar discursos o polítiques xenòfobes i de promoció de la islamofòbia. A més, també s'utilitza per a assenyalar el component paradoxalment sexista que tenen moltes d'aquestes accions en aplicar-se únicament en dones, com la prohibició o obligació de vestir determinades peces de roba, o la negació de certs serveis.
Per a moltes activistes feministes, davant la instrumentalització dels drets de les dones, l'única resposta possible i alliberadora per a totes les minories és la solidaritat interseccional entre els diferents grups oprimits, com són les dones i els migrants.